# Latamne
Koordinaten: 35° 45′ 0″ N, 36° 43′ 0″ O
Latamne, auch Latamné oder Latamneh, ist ein altpaläolithischer Fundplatz beim namensgebenden Dorf Latamne im Nordwesten Syriens. Die Fundstätte liegt etwa 40 km flussabwärts von Hama am rechten Ufer des Orontes, 1,5 km südlich des besagten Dorfes. Dort mündet das Wadi al-Assal in den Orontes, der dort eine 60 m tiefe Schlucht bildet. Man fand Artefakte vor allem an zwei Stellen. „Latamne Atelier“ – der Name bezieht sich auf die Annahme, dass dort die herbeigebrachten Kerne ausschließlich bearbeitet wurden – befand sich 52 m oberhalb des Flusses. „Latamne Quarry 1“, dessen Bezeichnung auf einen der beiden Steinbrüche zurückgeht, lag wenig nördlich davon. Unklar ist beim „Atelier“, ob die Artefaktanhäufung in einem einzigen Ereignis entstand, oder ob sie Resultat einer Serie von Aufenthalten war. Hingegen scheint „Quarry 1“ nur sehr kurz genutzt worden zu sein, vielleicht hielten sich die Homininen sogar nur ein einziges Mal dort auf und hinterließen ihre verhältnismäßig wenigen Steingeräte.

## Entdeckung, Grabungen
Nachdem der Bodenkundler Willem J. Van Liere, der für die FAO arbeitete, 1960 einige Abschläge und Knochen in einem im Vorjahr eröffneten Steinbruch südlich von Latamne aufgesammelt hatte, wurden nahe der Grube Sondagen durchgeführt. Dabei kamen unter Leitung von Van Liere und A. Bouoni, dem Direktor für Grabungen am Nationalmuseum Damaskus, tierische Überreste und weitere Werkzeuge aus dem Pleistozän zum Vorschein. Der Fund von 155 tierischen Fragmenten und 462 Artefakten wiederum weckte das Interesse von Pieter J. R. Modderman, der eine Untersuchung im Raum Hama anstellte. Dabei kamen einige Artefakte aus einem Vorort von Hama namens Sharia zum Vorschein, ebenso wie Lesefunde an weiteren neun Stellen. Auch öffnete Modderman eine der Sondagen von Van Liere erneut, wobei am 9. Januar 1961 zweihundert Meter westlich sieben Faustkeile auf einer Fläche von 5 mal 5 m entdeckt wurden. Bei der anschließenden Grabung von Dezember 1961 bis Januar 1962, bei der Modderman insgesamt nur knapp sieben Tage anwesend war, konnten über 400 Abschläge gehoben werden, dazu 52 Faustkeile und eine nicht genannte Anzahl von Kernen sowie 13 Knochenfragmente. Das alles fand sich nur 15 cm unter der Erdoberfläche. Da die Fundstätte völlig ungestört war, wurde sie als „Latamne Atelier“ oder „Latamne Living Floor“ bezeichnet. 

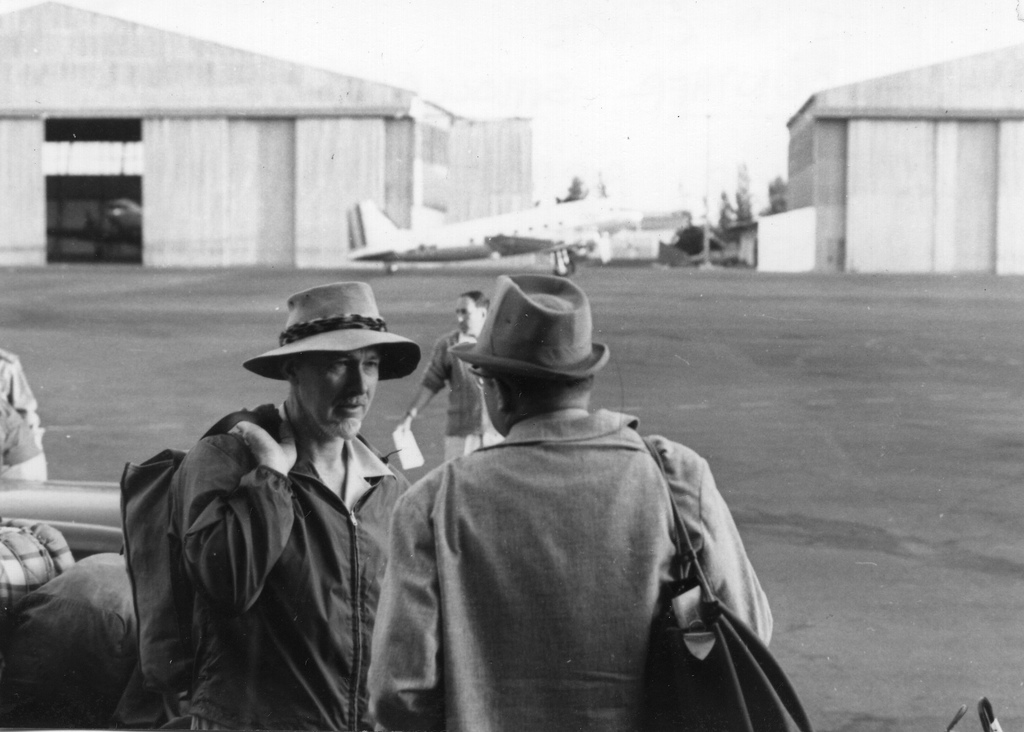
John Desmond Clark, 1967

Unter John Desmond Clark, häufig J. Desmond Clark genannt, kam es zu zwei weiteren Grabungen, aber auch die Umgebung wurde nun näher untersucht. Nach den letzten Untersuchungen des Jahres 1965 unter Leitung von John Desmond Clark (15. bis 29. August 1964 und 20. November bis 12. Dezember 1965), bei der 1.831 Steinartefakte und 5 Knochen bzw. 994 und 39 entsprechende Überreste gefunden wurden, endete die Grabungstätigkeit am Orontes zunächst. Clark selbst, der nur Zeit für zwei kurze Feldaufenthalte fand, konzentrierte sich auf seine südafrikanischen Arbeiten.
Erst im Oktober 1977 wurde vom Centre national de la recherche scientifique im Rahmen des Forschungsprogramms  L'homme et le milieu dans la région Levantine Quaternaire ein breit angelegter Survey durchgeführt, der das Gebiet zwischen Rastan und der Aacharne-Ebene umfasste. Dabei standen drei Ökozonen, nämlich der mediterrane Westen des Landes, die Steppengebiete und die Wüste im Vordergrund. Anhand der drei Fundorte, die diese Ökozonen repräsentieren sollten, nämlich Nahr el-Kebir, das Orontestal und das Euphrattal, sollten lokale Chronologien miteinander in Beziehung gesetzt werden. Allein im Orontestal fand man an 69 Fundstätten mehr als 4.000 Artefakte. In Latamne fanden sich neben Säugetier- auch Fischknochen. Diese Ergebnisse wiederum zeitigten neue Lokalstudien. 1990 bis 1991 entdeckte eine sowjetisch-syrische Grabungsgruppe unter Leitung von E. V. Deviation, A. E. Dodonov, K. Khatib und N. Nseir kleine Artefakte in zwei Steinbrüchen bei Latamne, dazu in 8 m Tiefe zehn Faustkeile.
Die Latamne-Formation reicht nach dem Geologen Jean de Heinzelin von etwa 660.000 bis 130.000 vor heute, demnach MIS >17 bis 11. Jacques Besançon und Geyer (2003) unterschieden eine untere und eine obere Latamne-Formation, die MIS 14, bzw. 12 bis 11 umfassten. 

## Datierung, Flora und Fauna
Zwei Datierungsversuche der sowjetisch-syrischen Grabung ergaben extrem abweichende Werte von 324.000 ± 65.000 und 567.000 ± 42.000 Jahren. Daher hängt die Datierung von den organischen Materialien ab, die vor Ort entdeckt wurden, da die geologischen Untersuchungen zu erheblichen Unklarheiten führten, wenn sie auch die relative Ungestörtheit der Schichtung nahelegten. 
Dirk Albert Hooijer konnte 1962 und 1965 folgende Arten identifizieren: Mammuthus trogontherii (Kiefer), Stegodon cf. trigonocephaly – aus der ausgestorbenen Gattung Stegodon –, Equus sp. (Backenzähne), Stephanorhinus hemitoechus, Hippopotamus sp. (Zehenknochen), Megaloceros verticornis aus der Gattung der Riesenhirsche, Camelus sp. dromedaries (linker Schneidezahn), Bison cf. priscus, Canis sp., Crocuta sp. (Koprolithen), Dama cf. mesopotamica, eine Unterart des Damhirsches (ein Molar), schließlich Antilopidarum, wobei sich weder Geschlecht noch Art genauer ermitteln ließen. Da Mammuthus trogontherii und Megaloceros verticornis mit dem MIS 12 verschwanden, andererseits Stephanorhinus hemitoechus zumindest in Europa nicht vor MIS 11 auftaucht, wurde die Fundstätte nunmehr allgemein MIS 12 zugeordnet. 
Für diese Zeit ergibt sich aus der Fauna zudem ein Einblick in die seinerzeitige Flora. So muss eine weiträumige Graslandschaft vorgeherrscht haben, die für Pferde, Rinder und Gazellen geeignet war, andererseits weisen Flusspferd und besagte Riesenhirschart Megaloceros verticornis auf Wälder hin. Dabei dominieren zahlenmäßig Pferd und Elefant. 
Jüngere Datierungsversuche kamen zum Ergebnis, dass die Fundstätte dennoch in ihren ältesten Schichten zwischen 1,0 und 1,2 Millionen Jahre zurückreicht.

## Lithische Analyse der Fundstätte „Latamne Atelier“
Andrew Douglas Shaw konnte für seine akademische Abschlussarbeit, die er 2008 abschloss, nur mehr 19 Artefakte der Grabung von 1965 im Damaszener Nationalmuseum wiederfinden. Zudem fehlt jeder Schichtzusammenhang, so dass ihr wissenschaftlicher Ertrag unbedeutend ist. Ähnliches gilt für die Funde der Vorgänger. Viele der zahlreichen Faustkeile wurden zudem auf die syrischen Museen verstreut, wie Shaw berichtet. Nur 7 % der Artefakte weisen Abrasionen auf, wie sie für den Flusstransport oder sonstige Prozesse typisch sind, sie wurden also nach der Ablage wenig oder gar nicht bewegt. Auch die relativen Häufungen an bestimmten Stellen sprechen gegen eine Bewegung durch Naturkräfte, was eine Datierung anhand von Schichtungen erst ermöglicht. 
Alle Werkzeuge wurden aus grobkörnigem Flint gearbeitet. Dabei stammen 15,6 % aus dem fluvialen System, 57,9 % aus dem Grundgebirge, wahrscheinlich aus einer ~120 m nordwestlich gelegenen Stelle, wo sich Aufschlüsse finden, die aus dem kalkhaltigen Felsen ausgehen. Entsprechende Blöcke könnten in den „Living floor“ von Homininen eingetragen worden sein, hier ist aber auch ein heftiges Überschwemmungsereignis denkbar. Erkennbar ist, dass Spheroide dabei eher für die Abschlagproduktion eingesetzt wurden, während längliche Blöcke für Faustkeile bevorzugt wurden. Durchschnittlich gewann man von jedem Kern 9,4 Abschläge, selten mehr als 15. Eine höhere Anzahl von Abschlägen kam nur bei 7,1 % der Fälle vor. 
Die Faustkeile waren mit durchschnittlich 14,31 cm Länge verhältnismäßig groß. Die in etwa „ziegelförmigen“ Kerne wurden mit Hammerschlägen bearbeitet und weisen nur eine einfache Form der Bearbeitung auf, meist in eine Richtung. Dabei wurden nur die Ränder und die Spitzen bearbeitet, sieht man von zwei Ausnahmen ab. Mit harten Hammerschlägen wurden über 97 % der Abschläge bearbeitet, nur knapp 3 % mit weichen Schlägen (s. Schlagtechnik). 
Offenbar wurden die Kerne bereits an der Herkunftsstelle oder an einer noch nicht ausgegrabenen Stelle partiell „geschält“, um dann im Lager endbearbeitet zu werden. 25 der Abschläge sind retuschiert. Auch dies geschah ad hoc.

## Die Fundstätte „Latamne Quarry 1“
In Quarry 1, einem der beiden Steinbrüche, von denen Quarry 1 nördlich, Quarry 2 westlich des „Ateliers“ liegt, wurden bereits 1961/62 zwei Levallois-Kerne aufgelesen, die sich heute im Nationalmuseum befinden. Hinzu kamen weitere Artefakte, die mit „L/R/S“ gekennzeichnet wurden. Diese „Signatur“ bezieht sich wahrscheinlich auf „Latamne Red Soil“, doch ist ansonsten über den genauen Fundort und die -umstände nichts bekannt. Die Bezeichnung „Red Soil“ bezieht sich dabei auf den dort ab knapp 3 m Tiefe anzutreffenden 1,5 m dicken, ton- und kalkhaltigen, rötlichen Untergrund. 1964 sammelte Clark von den Fundstätten in Steinbruch 1, die einfach als „Site A“ und „Site B“ bezeichnet wurden und die sich im Westen und Norden des Steinbruchs befanden, eine Reihe von Steinwerkzeugen ein, dazu mehrere Knochen, die vorläufig einem Pferd zugeordnet wurden. Die Sondagen von 1977 erbrachten weitere 12 Artefakte. Zumindest die Fundstücke von 1964 stammten von der Basis des „Red Soil“, lagen also nahe dem Schotteruntergrund, auf dem die besagte, anderthalb Meter dicke Schicht aufliegt. Im Schotterbereich, der sich als einzige Schicht ungefähr datieren lässt, fanden sich Überreste von Mammuthus trogontherii, Megaloceros verticornis und von Stephanorhinus hemitoechus, was eine näherungsweise Datierung in MIS 12 nahelegte.
Neben vier Levallois- und sechs Nicht-Levallois-Kernen gehören zum lithischen Bestand 76 Nicht-Levallois-Abschläge und 8 Abschlagwerkzeuge. Dabei ist es nicht mehr möglich, die Fundstücke den beiden Fundstätten innerhalb von „Latamne Quarry 1“ zuzuordnen. Laut Clark stammten 88 Stücke von Site A, nur 9 von Site B. Vollkommen fehlende Abrasionen erweisen, dass die Artefakte vom Fluss nie bewegt worden sind, obwohl sie nahe der Schotterschicht aufgefunden wurden. Fehlende Kratzspuren belegen zudem, dass sie relativ schnell von feinkörnigem Material überdeckt worden sein müssen. 
Das Ausgangsmaterial war von den Homininen aus dem Fluss gesammelt worden, zumindest handelt es sich um fluvialen „Chert“, was eine relativ ungenaue Bezeichnung darstellt, sowie Flint. Die drei vollständigen Levallois-Kerne sind in einem Fall klein, in den beiden anderen mittelgroß. Während der kleine Kern 66,3 mm lang, 67,7 mm breit und 25,9 mm dick ist, messen die anderen beiden 102,5 mal 83,0 mal 29,4 bzw. 84,9 mal 73,2 mal 36,0 mm. Während der kleine Kern 136,1 g wiegt, wiegen die beiden anderen 269,0 und 187,6 g. Die sechs mittelgroßen Nicht-Levallois-Kerne wurden offenbar nur kurzzeitig und für verhältnismäßig wenige Abschläge benutzt. Acht retuschierte Abschläge bilden immerhin 8,5 % des Gesamtbestandes. Nur ein Abschlag wurde an einem Ende retuschiert, um eine Spitze zu bilden. Im Gegensatz zum „Atelier“ wurde die Oberfläche der Ausgangsstücke sogleich bearbeitet. Die Bearbeitungskette wurde also bei einigen ausgewählten Stücken unterbrochen, um die präparierten Kerne an einem anderen Ort weiterzubearbeiten. Dies passt zu den Levallois-Kernen, zu denen keine Levallois-Abschläge gefunden wurden. Dabei muss die Aufenthaltsdauer der Menschen sehr kurz gewesen sein, sie hielten sich vielleicht sogar nur ein einziges Mal dort auf.